# 히구치 신지
히구치 신지(일본어: 樋口 真嗣, 1965년 9월 22일 ~)는 일본의 영화 감독이다.

## 감독 작품

### TV
- 신비한 바다의 나디아 (1990년 ~ 1991년)
- 반드레드

### 영화
- 로렐라이 (2005년)
- 일본 침몰 (2006년)
- 숨은 요새의 세 악인 THE LAST PRINCESS (2008년)

### 뮤직 비디오
- AKB48 〈마나츠노 Sounds Good!〉